# Orbicularis

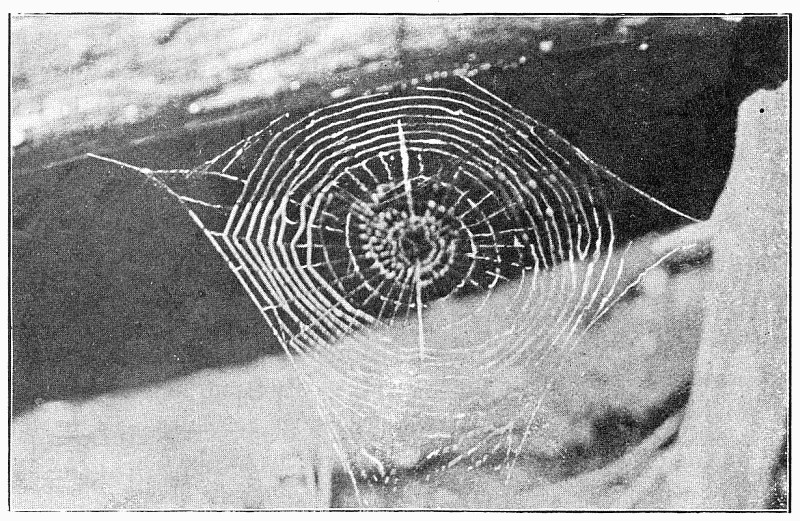
Teranyina d' Uloborus

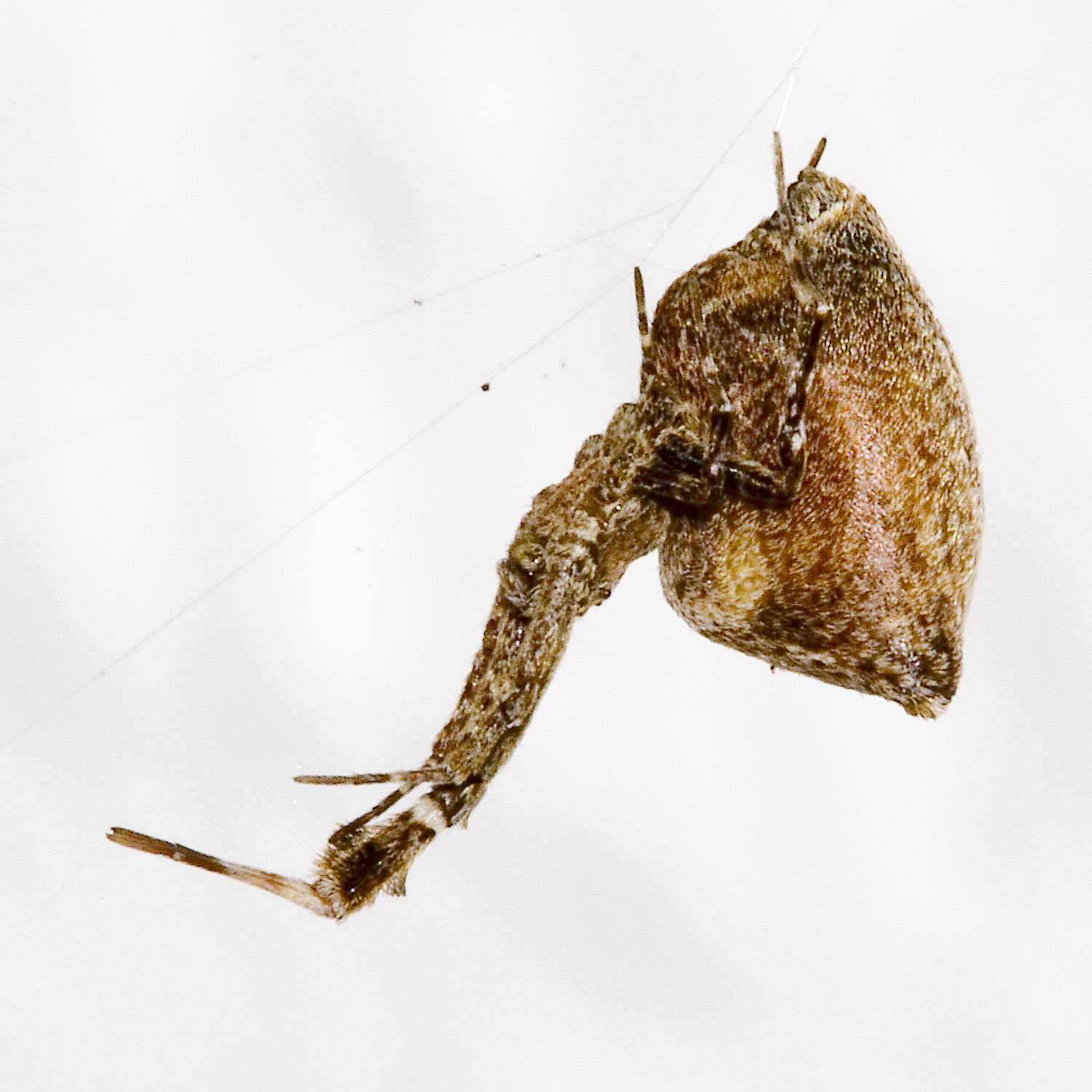
Uloborus plumipes

Orbiculariae és un potencial clade d'aranyes araneomorfes en el que s'uneixen dos grups que fan teranyines orbiculars. Les anàlisis filogenètiques basades en els caràcters morfològics generalment han recuperat aquesta clade; les anàlisis es van basar en l'ADN i conclouen que el grup no és monofilètic. La qüestió és saber si l'origen de les aranyes que elaboren teranyines orbiculars és el de si van evolucionar d'hora en la història evolutiva de les aranyes entelegines, amb molts grups que posteriorment van perdre aquesta habilitat, o si van evolucionar més tard i amb menys grups que van perdre aquesta habilitat. El setembre de 2018, els experts aposten per un grup no monofilètic i d'una evolució primerenca en les aranyes que elaboren teranyines orbiculars (Orbiculariae), que posteriorment patiren una pèrdua de l'habilitat i altres canvis.

## Història
Dos grups d'aranyes que fan teranyines orbiculars són els ulobòrids (Uloboridae) i els aranèids (Araneidae). Tot i que les seves teranyines tenen una arquitectura global molt similar, els fils són elaborats de manera diferent. Els ulobòrids tenen cribel i calamistre (una estructura formada de pintes en el metatars de la quarta pota que utilitzen per "pentinar" la seda que surt del cribel). Els araneids produeixen seda amb uns òrgans que afegeixen gotetes d'un tipus cola a la seda d'un gruix normal, per crear una seda viscosa. Cal dir que les aranyes que no fan teranyines orbiculars també poden ser dividides en les que produeixen seda cribel·lada i les que produeixen seda viscosa.
A començaments de la dècada del Pel 1970, semblava evident que les aranyes cribel·lades eren un grup parafilètic; el cribel era una característica antiga dels araneomorfs que molts descendents havien perdut. Per tant, agrupar les aranyes basant-se en l'existència d'aquesta característica no feia que el tàxon fos monofilètic. Apareixen diverses qüestions relacionades amb l'origen dels Orbiculariae. Van evolucionar només una vegada –els araneids van perdre posteriorment el cribel–, o uloborids i araneids evolucionaren per separat? Si van evolucionar només un cop, que tan primitiu és aquest canvi en la història evolutiva de les aranyes entelegines? Però si fou més tard, llavors ulobòrids i araneids podrien formar un grup monofilètic: els Orbiculariae.

## Estudis filogenètics moderns
El 2014, Hormiga i Griswold van revisar la filogènia de les aranyes que elaboren teranyines orbiculars. Van arribar a la conclusió que hi havia poques evidències per agrupar les famílies de cribel·lades dels ulobòrids (Uloboridae) i dinòpids (Deinopidae) en un sol tàxon, Deinopoidea.
Els Deinopidae elaboraven una petita xarxa orbicular, que després es van reduir i la utilitzaven com ana xarxa per atrapar la presa. Hi va haver una forta evidència que un gran grup d'aranyes no cribel·lades formaven el grup monofilètic de les Araneoidea. Aquest tàxon inclou aranyes que fan teranyines orbiculars, però també moltes que no la fan.
Hormiga i Griswold van suggerir un cladograma similar a la proposta de Blackledge et al. (2009):
|  | Deinopoidea (Deinopidae + Uloboridae)                      |
|  |                                                            |
|  | \| \| Nicodamidae \| \| \| \| \| \| Araneoidea \| \| \| \| |
|  |                                                            |
|  | Nicodamidae                                                |
|  |                                                            |
|  | Araneoidea                                                 |
|  |                                                            |

|  | Nicodamidae |
|  |             |
|  | Araneoidea  |
|  |             |

|  | Deinopoidea (Deinopidae + Uloboridae)                      |
|  |                                                            |
|  | \| \| Nicodamidae \| \| \| \| \| \| Araneoidea \| \| \| \| |
|  |                                                            |
|  | Nicodamidae                                                |
|  |                                                            |
|  | Araneoidea                                                 |
|  |                                                            |

|  | Nicodamidae |
|  |             |
|  | Araneoidea  |
|  |             |

Això suggereix que el la capacitat d'elaborar teranyines orbiculars va evolucionar relativament tard en les entelegines, i que moltes aranyes mai havien tingut ancestres que construïen teranyines. Una hipòtesi alternativa, cada vegada més recolzada pels estudis filogenètics moleculars, és que les Orbiculariae són un grup  parafilètic (és a dir, no formen un bon tàxon).
A continuació es mostra una proposta de l'any 2016 per explicar les relacions entre aquests grups d'aranyes.
|  | Uloboridae                                                                                                 |
|  | |
|  | \| \| Oecobiidae + Hersiliidae \| \| \| \| \| \| RTA clade (aranyes sense teranyina orbicular) \| \| \| \| |
|  | |
|  | Oecobiidae + Hersiliidae                                                                                   |
|  | |
|  | RTA clade (aranyes sense teranyina orbicular)                                                              |
|  | |

|  | Oecobiidae + Hersiliidae                      |
|  |                                               |
|  | RTA clade (aranyes sense teranyina orbicular) |
|  |                                               |

|  | Uloboridae                                                                                                 |
|  | |
|  | \| \| Oecobiidae + Hersiliidae \| \| \| \| \| \| RTA clade (aranyes sense teranyina orbicular) \| \| \| \| |
|  | |
|  | Oecobiidae + Hersiliidae                                                                                   |
|  | |
|  | RTA clade (aranyes sense teranyina orbicular)                                                              |
|  | |

|  | Oecobiidae + Hersiliidae                      |
|  |                                               |
|  | RTA clade (aranyes sense teranyina orbicular) |
|  |                                               |

|  | Nicodamoidea |
|  |              |
|  | Araneoidea   |
|  |              |

|  | Uloboridae                                                                                                 |
|  | |
|  | \| \| Oecobiidae + Hersiliidae \| \| \| \| \| \| RTA clade (aranyes sense teranyina orbicular) \| \| \| \| |
|  | |
|  | Oecobiidae + Hersiliidae                                                                                   |
|  | |
|  | RTA clade (aranyes sense teranyina orbicular)                                                              |
|  | |

|  | Oecobiidae + Hersiliidae                      |
|  |                                               |
|  | RTA clade (aranyes sense teranyina orbicular) |
|  |                                               |

|  | Uloboridae                                                                                                 |
|  | |
|  | \| \| Oecobiidae + Hersiliidae \| \| \| \| \| \| RTA clade (aranyes sense teranyina orbicular) \| \| \| \| |
|  | |
|  | Oecobiidae + Hersiliidae                                                                                   |
|  | |
|  | RTA clade (aranyes sense teranyina orbicular)                                                              |
|  | |

|  | Oecobiidae + Hersiliidae                      |
|  |                                               |
|  | RTA clade (aranyes sense teranyina orbicular) |
|  |                                               |

|  | Nicodamoidea |
|  |              |
|  | Araneoidea   |
|  |              |

Des d'aquest punt de vista, el Deinopoidea no és un grup monofilètic, i certament no formen un clade amb els Araneoidea. La capacitat d'elaborar teranyines orbiculars és una evolució anterior que ja està present en les primeres aranyes entelegines, i es va perdre posteriorment en diversos grups, fent evolucionar l'evolució de la web, amb diferents tipus de webs sense orbe que han evolucionat per separat més d'una vegada. Encara que alguns autors han dit que les proves actuals no permeten decantar-se de manera definitiva entre aquestes dues hipòtesis, altres creuen que «el paradigma del monofiletisme orbicular» ha de ser refutat. Diversos estudis han recolzat aquest posicionament, o, fins i tot, consideren que és definitiu.